# المركز المتحد (تشيلي)
لمركز المتحد حزب سياسي تشيلي عرّف نفسه بأنه حزب وسطي. تم إنشاؤها في أوائل عام 2021 وهو في طور التصديق عليه من قبل دائرة الانتخابات. كان بقيادة كريستيان كونتريراس رادوفيتش الذي أعرب عن اهتمامه بتقديم ترشيح رئاسي في انتخابات عام 2021، لكنه أصبح فيما بعد مرشحًا لعضو مجلس الشيوخ. شغل الحزب مقعدًا واحدًا في مجلس نواب شيلي قبل حله، وبعد ذلك جلس عضوها كمستقل.
تم حل الحزب في فبراير 2022 لأنه لم يحصل على 5٪ على الأقل من الأصوات في انتخابات 2021 البرلمانية للحفاظ على شرعيته.

## الخلافات
تم انتقاد رئيس الحزب كريستيان كونتريراس رادوفيتش في عدة مناسبات لعدم ارتداء قناع في الأماكن العامة أثناء جائحة كوفيد 19 في تشيلي، وخاصة في المناسبات العامة لجمع التوقيعات للحزب.